# Nadia Hasnaoui
Nadia Hasnaoui (ur. 10 czerwca 1963) – norweska prezenterka telewizyjna, pochodzenia marokańskiego. 
Współprowadząca 55. Konkursu Piosenki Eurowizji 2010 oraz 2. Konkursu Piosenki Eurowizji Junior. W latach 2011–2012 podawała głosy norweskiego jury podczas Konkursu Eurowizji. 